# Luciano Bispo

Luciano Bispo de Lima (Itabaiana, 13 de maio de 1961) é um político brasileiro. Em 2018, foi eleito deputado estadual de Sergipe pelo MDB  com 33 705 votos.